# Elecciones municipales de Maynas de 1966
Las elecciones municipales de Maynas de 1966 se llevaron a cabo el 13 de noviembre de 1966 para elegir al alcalde y al Concejo Provincial de Maynas para el periodo 1967-1969. La elección se celebró simultáneamente con elecciones municipales en todo el país.

## Sistema electoral
La Municipalidad Provincial de Maynas es el órgano administrativo y de gobierno de la provincia de Maynas. Está compuesta por el alcalde y el Concejo Provincial.
La votación del alcalde y el concejo se realiza en base al sufragio universal alfabeto, que comprende a todos los ciudadanos nacionales y no nacionales mayores de veintiún años, empadronados y residentes en la provincia de Maynas y en pleno goce de sus derechos políticos.
El Concejo Provincial de Maynas está compuesto por 14 concejales elegidos por sufragio directo para un período de tres (3) años, en forma conjunta con la elección del alcalde (quien lo preside). La votación es por lista cerrada y bloqueada. Se asigna a cada lista los escaños según el método d'Hondt.

## Composición del Concejo Provincial de Maynas
La siguiente tabla muestra la composición del Concejo Provincial de Maynas antes de las elecciones.
| Partidos | Partidos                                                    | Concejales |
| -------- | ----------------------------------------------------------- | ---------- |
|          | Alianza Acción Popular - Democracia Cristiana               | 7          |
|          | Coalición Partido Aprista Peruano - Unión Nacional Odriísta | 7          |

## Partidos y candidatos
A continuación se muestra una lista de los principales partidos y alianzas electorales que participaron en las elecciones:
| Candidatura | Candidatura | Partidos y alianzas | Candidatos | Candidatos              | Ideología                                           | Resultado previo | Resultado previo | Ref. |
| Candidatura | Candidatura | Partidos y alianzas | Candidatos | Candidatos              | Ideología                                           | Votos (%)        | Con.             | Ref. |
| ----------- | ----------- | --- | ---------- | ----------------------- | --------------------------------------------------- | ---------------- | ---------------- | ---- |
|             | AP–DC       | Lista - Alianza Acción Popular - Democracia Cristiana (AP–DC) – Acción Popular (AP) – Partido Demócrata Cristiano (DC)                          |            | Joaquín Abensur Araujo  | Liberalismo Humanismo Democracia cristiana          | 51.01%           | 7                |      |
|             | APRA–UNO    | Lista - Coalición Partido Aprista Peruano - Unión Nacional Odriísta (APRA–UNO) – Partido Aprista Peruano (APRA) – Unión Nacional Odriísta (UNO) |            | Juan Isern Córdova      | Aprismo Conservadurismo social Populismo de derecha | 44.67%           | 7                |      |
|             | IND         | Lista - Lista Independiente de Maynas |            | Juan Olórtegui Alvarado | Localismo mayneño                                   | Nuevo            | Nuevo            |      |
|             | IND         | Lista - Lista Independiente Regionalista |            | Héctor Barriga Reátegui | Localismo mayneño                                   | Nuevo            | Nuevo            |      |

## Resultados

### Sumario general
|                        |                                                                        |              |              |              |            |            |
| Partidos y coaliciones | Partidos y coaliciones                                                 | Voto popular | Voto popular | Voto popular | Concejales | Concejales |
| Partidos y coaliciones | Partidos y coaliciones                                                 | Votos        | %            | +/−          | Total      | +/−        |
|                        | Alianza Acción Popular - Democracia Cristiana (AP–DC)                  | 10,890       | 49.41        | –1.60        | 7          | ±0         |
|                        | Coalición Partido Aprista Peruano - Unión Nacional Odriísta (APRA–UNO) | 9,980        | 45.28        | +0.61        | 7          | ±0         |
|                        | Lista Independiente de Maynas                                          | 818          | 3.71         | n/a          | 0          | ±0         |
|                        | Lista Independiente Regionalista                                       | 353          | 1.60         | n/a          | 0          | ±0         |
|                        |                                                                        |              |              |              |            |            |
| Total                  | Total                                                                  | 22,041       |              |              | 14         | ±0         |
|                        |                                                                        |              |              |              |            |            |
| Votos válidos          | Votos válidos                                                          | 22,041       | 95.97        | +5.11        |            |            |
| Votos en blanco        | Votos en blanco                                                        | 295          | 1.28         | –2.58        |            |            |
| Votos nulos            | Votos nulos                                                            | 630          | 2.74         | –2.55        |            |            |
| Votos emitidos         | Votos emitidos                                                         | 22,966       | n/d          | n/a          |            |            |
| Abstenciones           | Abstenciones                                                           | n/d          | n/d          | n/a          |            |            |
| Votantes registrados   | Votantes registrados                                                   | n/d          |              |              |            |            |
|                        |                                                                        |              |              |              |            |            |
| Fuente:                |                                                                        |              |              |              |            |            |

## Elecciones municipales distritales

### Resultados por distrito
La siguiente tabla enumera el control de los distritos de la provincia de Maynas.
| Distrito       | Alcalde(sa) titular         | Partido político    | Partido político    | Alcalde(sa) electo(a)      | Partido político           | Partido político           |
| -------------- | --------------------------- | ------------------- | ------------------- | -------------------------- | -------------------------- | -------------------------- |
| Alto Nanay     | Florencio Ordoñez Chuquimes |                     | Coalición APRA-UNO  | Hermógenes Arévalo Rengifo |                            | Alianza AP-DC              |
| Fernando Lores | César Vargas Chávez         |                     | Alianza AP-DC       | César Vargas Chávez        |                            | Alianza AP-DC              |
| Indiana        | Julio Vásquez Flores        |                     | Alianza AP-DC       | José Vásquez Pérez         |                            | Alianza AP-DC              |
| Las Amazonas   | Odorico Ferreira            |                     | Alianza AP-DC       | Luis Salazar Paima         |                            | Alianza AP-DC              |
| Mazán          | César Reátegui Ramírez      |                     | Alianza AP-DC       | César Reátegui Ramírez     |                            | Alianza AP-DC              |
| Napo           | Teresa Flores Vásquez       |                     | Alianza AP-DC       | Natividad Aspajo Macedo    |                            | Coalición APRA-UNO         |
| Pebas          | Eduardo López Trigoso       |                     | Coalición APRA-UNO  | Ramiro Santillán Rengifo   |                            | Alianza AP-DC              |
| Putumayo       | Elecciones anuladas         | Elecciones anuladas | Elecciones anuladas | Luis Souza Anacona         |                            | Alianza AP-DC              |
| Ramón Castilla | Aurelio Matute Noriega      |                     | Alianza AP-DC       | Manuel da Costa Peña       |                            | Alianza AP-DC              |
| Torres Causana | Felipe Reaño Lange          |                     | Alianza AP-DC       | Roque Guerrero Buenaño     |                            | Alianza AP-DC              |
| Yaquerana      | Elecciones anuladas         | Elecciones anuladas | Elecciones anuladas | Sin información disponible | Sin información disponible | Sin información disponible |
| Yavarí         | Vicente López García        |                     | Alianza AP-DC       | Anselmo Pereira Pinto      |                            | Alianza AP-DC              |